# 11 avril 2021
Le dimanche 11 avril est le 101e jour de l'année 2021.

## Décès
- Marco Bollesan, Joueur italien de rugby à XV[1].
- Normand Cherry, Homme politique canadien[2].
- Massimo Cuttitta, joueur italien de rugby à XV[3].
- Philippe Dubourg, Homme politique français[4].
- Lee Dunne, Écrivain, dramaturge et scénariste irlandais[5].
- Jacques Giès, Sinologue et historien de l'art français[6].
- Rina Levinson, Aviatrice israélienne
- Miguel López Abril, Basketteur espagnol[7].
- Alix Renaud, Écrivain canadien[8].
- Francis Siguenza, Coureur cycliste espagnol naturalisé français[9].
- Zoran Simjanović, Compositeur yougoslave puis serbe[10].
- Ady Steg, Professeur agrégé de médecine et résistant tchécoslovaque puis français[11].
- John Williamson, Économiste américain[12].

## Événements
- élections générales au Pérou, le scrutin intervient dans le contexte d'un conflit très marqué entre le Parlement sortant, dominé par le parti fujimoriste Force populaire et le président Martín Vizcarra qui, arrivé au pouvoir à la suite de la démission de Pedro Pablo Kuczynski, s'est lancé dans un vaste programme de réforme des institutions et de lutte contre la corruption ;
- élection présidentielle au Tchad, le scrutin présidentiel est fixé au 11 avril, plusieurs mois avant les élections législatives d'octobre, prorogées depuis cinq ans[13] ;
- élection présidentielle en Équateur (2e tour), Devenu impopulaire dans un contexte de dissensions avec son prédécesseur Rafael Correa et un programme d'austérité provoquant d'importantes manifestations en 2019, le président sortant, Lenín Moreno, n'est pas candidat à sa réélection ;
- référendum constitutionnel au Kirghizistan, il intervient à l'issue des manifestations de 2020 qui ont vu l'annulation des législatives d'octobre 2020 et la démission du président Sooronbay Jeenbekov ;
- élection présidentielle au Bénin, le scrutin se tient dans un contexte d'accusations d'autoritarisme et de restrictions de la démocratie portées envers le président sortant Patrice Talon, Patrice Talon l'emporte sans surprise dès le premier tour du scrutin.